# Hrbáč (film, 1959)
Hrbáč, (francouzsky Le Bossu), je francouzský dobrodružný film z roku 1959 režiséra André Hunebella. V hlavních rolích hráli Jean Marais, Bourvil a Sabine Sesselmann. Film byl natočen podle stejnojmenné knihy Paula Févala. V roce 1959 šlo o již pátou filmovou verzi tohoto příběhu, kterou pak v roce 1997 následovala verze šestá.

## Děj
Děj snímku vychází z původního příběhu v knižní předloze. Hlavní postavou je rytíř Henri de Lagardère. Henri se v Paříži náhodně stane svědkem zákeřného přepadení vévody Philippa de Nevers, kterého pomůže ubránit. Poté se oba muži spřátelí a Lagardère bojuje dál na vévodově straně. Králův oblíbenec, hrabě de Gonzague, však usiluje o získání velkého jmění svého bratrance, vévody de Nevers, a proto nadále ukládá o jeho život, což se mu nakonec podaří. Philippe de Nevers je zákeřně zavražděn, avšak Lagardèrovou zásluhou a za pomoci jeho věrného sluhy Passepoila přežije vévodova legitimní maličká dcera Aurora de Nevers veškeré úklady. Oba muži ji zachrání před hrozícím nebezpečím a posléze ji ukryjí u Lagardèrova přítele dona Miguela ve španělském Toledu. Tam dívka žije pod jménem Isabelle de Caylus až do doby, kdy dospěje v ženu. Když je Auroře alias Isabelle 16 let, vrátí se za pomoci svých přátel do Paříže. Henri de Lagardère v přestrojení za hrbáče potrestá vrahy Philippa de Nevers a vrátí Auroru její matce, která po celou dobu doufala, že dcera žije. Příběh končí závěrečným happyendem, Lagardère a Aurora si vyznají vzájemně lásku. Rytíř Lagardère je za svoji statečnost a zásluhy regentem francouzského království, vévodou Filipem Orleánským, povýšen do hraběcího stavu.

## Obsazení
| Jean Marais          | rytíř Henri de Lagardère alias Hrbáč      |
| Sabine Sesselmannová | Aurore de Nevers alias Isabelle de Caylus |
| Bourvil              | Passepoil                                 |
| François Chaumette   | hrabě Philippe de Gonzague                |
| Jean le Poulain      | pan de Peyrolles                          |
| Hubert Noël          | vévoda Philippe de Nevers                 |
| Paulette Dubostová   | Marta                                     |
| Edmond Beauchamp     | don Miguel                                |
| Georges Douking      | markýz de Caylus                          |
| Monique Just         | vévodkyně de Nevers                       |

## Natáčení
Natáčení začalo 19. května 1959 ve filmovém studiu v Saint–Maurice. Producentem filmu byl André Hunebelle, který si do hlavní role vybral Jeana Maraise poté, co viděl jeho akrobatický výkon na osmnáctimetrové tyči při večírku pořádaném hereckou asociací. Maskování a líčení Jeana Maraise do postavy Hrbáče trvalo několik hodin. Marais se nezměnil jen fyzicky, ale podal i vynikající herecký výkon. Ve filmu se poprvé setkal s Bourvilem, který hrál jeho sluhu, a oba herci se stali dobrými přáteli. Film měl premiéru 13. ledna 1960 a během následujících měsíců jej ve Francii vidělo více než 6 milionů diváků. Na úspěchu filmu měl největší podíl Jean Marais, který odmítal kaskadéry a všechny scény točil sám. 